# Ukonsaari (ö i Södra Savolax, S:t Michel, lat 61,51, long 27,61)
Ukonsaari är en ö i Finland. Den ligger i sjön Saimen och i kommunen Sankt Michel i den ekonomiska regionen  S:t Michel och landskapet Södra Savolax, i den södra delen av landet, 210 km nordost om huvudstaden Helsingfors. Öns area är 3,5 hektar och dess största längd är 330 meter i öst-västlig riktning.